# پنماین‌ماور
پانماین‌ماور (به انگلیسی: Penmaenmawr) یک شهرک در ولز است که در شهرستان مستقل کانوی واقع شده‌است. پانماین‌ماور ۴٬۳۵۳ نفر جمعیت دارد.